# Coleman Peak
Coleman Peak är en bergstopp i Antarktis. Den ligger i Östantarktis. Nya Zeeland gör anspråk på området. Toppen på Coleman Peak är 1 600 meter över havet.
Terrängen runt Coleman Peak är bergig åt nordväst, men åt sydost är den kuperad. Trakten är obefolkad. Det finns inga samhällen i närheten. 